# Codex Sangallensis 359

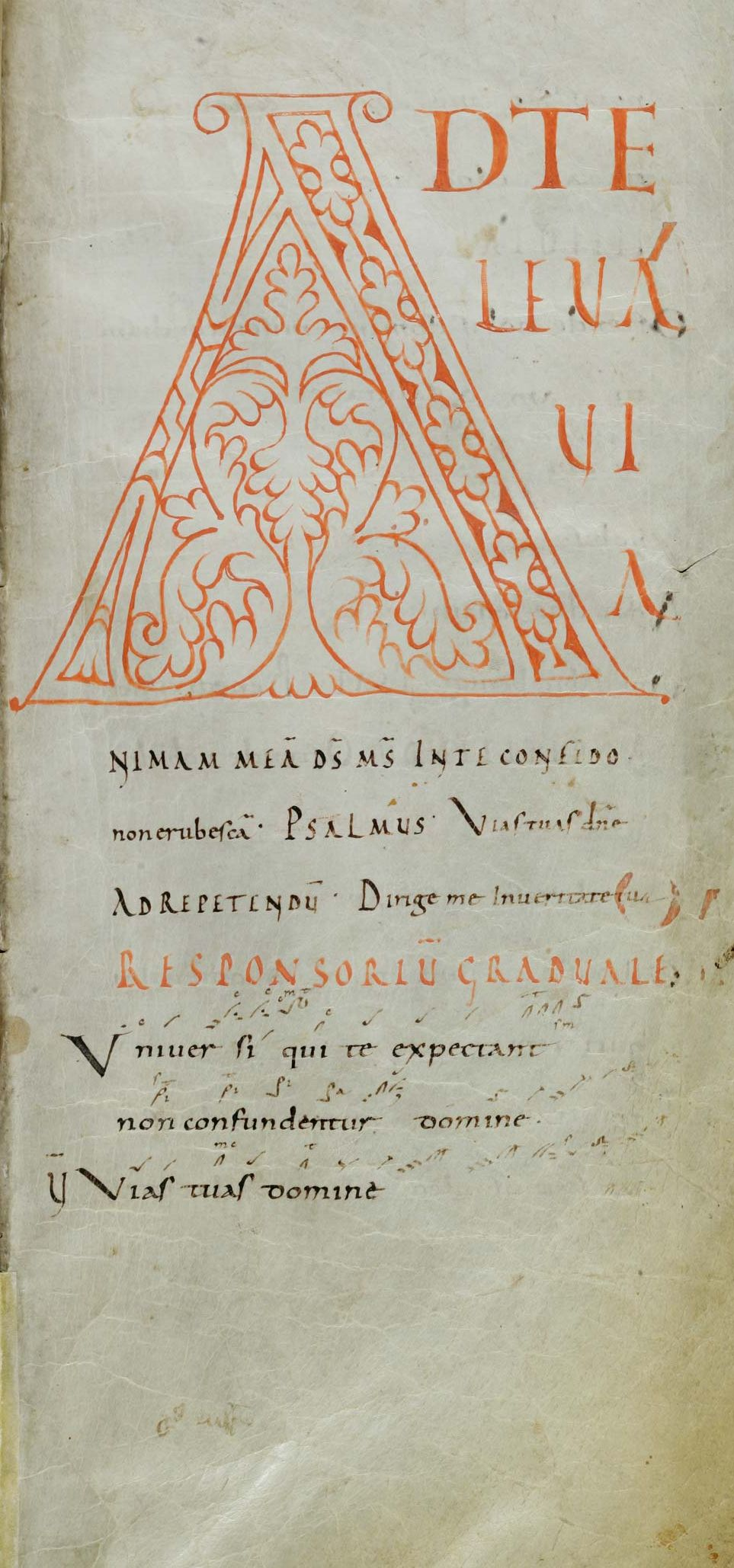
Começo do ano litúrgico em 1. Advento com o Introitus Ad te levavi e o gradual Universi qui te expectant

O Codex Sangallensis 359 contém o Cantatorium construído de 922 a 926 em São Galo que é mantido na Biblioteca da Abadia de São Galo. É o mais antigo manuscrito completamente preservado de cantos proprium gregorianos com neumas. Portanto, desempenha um papel fundamental na restituição do canto gregoriano.

## Conteúdo

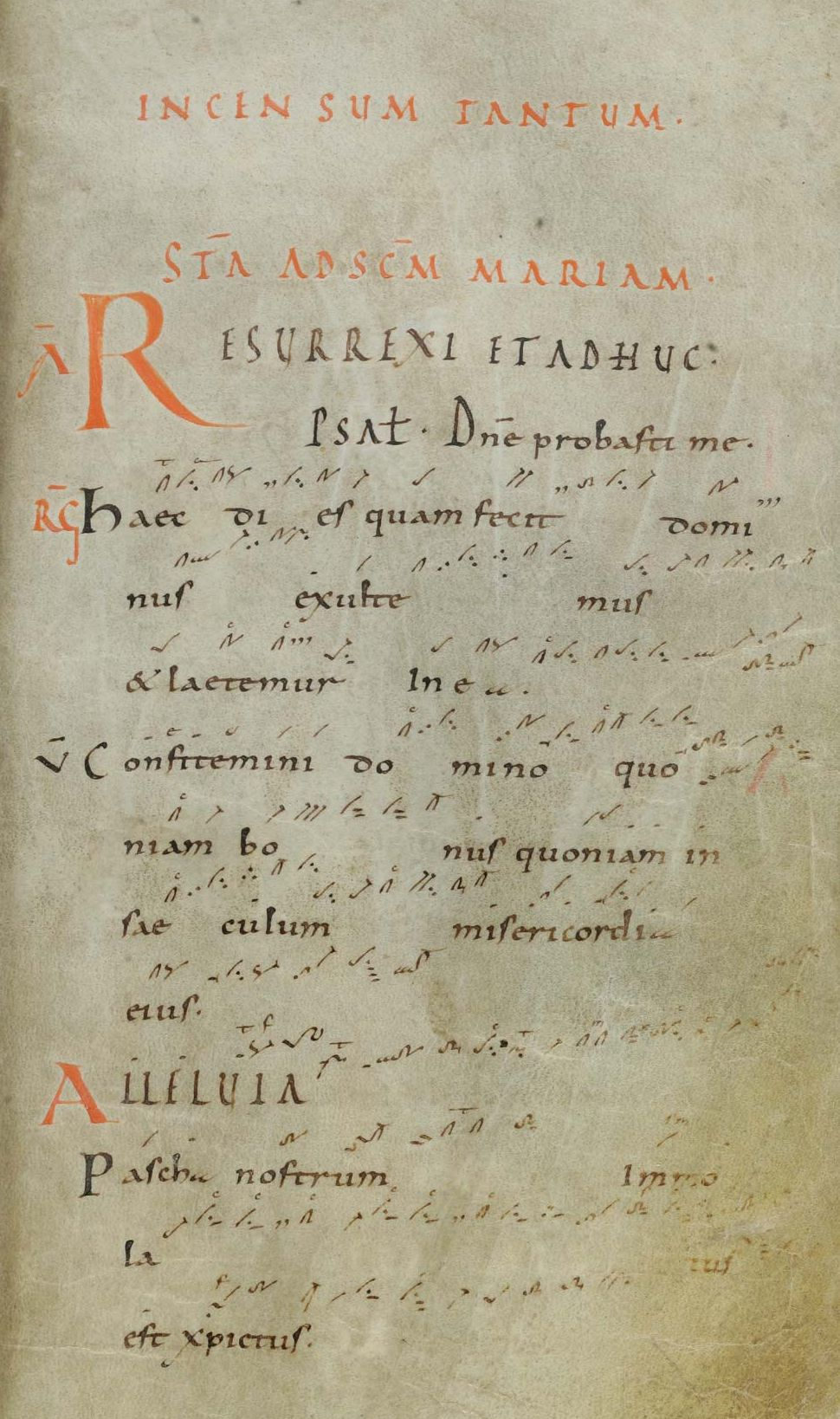
Dia de Páscoa com o Introitus Resurrexi, o gradual Haec morre e o Alleluja Pascha nostrum

A caixa de madeira (28 cm × 12,5 cm) decorada com uma placa de marfim da posse de Carlos Magno contém em 166 páginas essencialmente as canções da Missa medieval do proprium (liturgia) do ano eclesiástico e das festas dos santos.
Além disso, alguns hinos e versos de aleluia foram adicionados nos séculos 10 a 13.
O Codex está disponível online desde 24 de Maio de 2007 na biblioteca virtual da Universidade de Friburgo (Suíça).

## História
O Codex Sangallensis 359 é famoso na musicologia medieval porque o manuscrito é o cantatório completo mais antigo conhecido. Foi usado pelo cantor para canto solo. Estudos dendrocronológicos mostraram que provavelmente data da época do Abade Hartmann após 922.
Os monges beneditinos da Abadia de São Pedro em Solesmes na França, em particular Dom André Mocquereau, compararam os neumas do Codex Sangallensis 359 com outros manuscritos e os analisaram detalhadamente. Com base nisso, agora é possível fornecer informações muito precisas e confiáveis sobre o repertório e a interpretação dos cantos.

## Literatura
- André Mocquereau, Cantatorium de Saint-Gall (Paléographie musicale. Tomo II, 2), Tournai 1924
- Godehard Joppich, Die Handschrift St. Gallen Stiftsbibliothek 359.. Cantatorium (Monumenta Palaeographica Gregoriana), Essen/Münsterschwarzach 1988